# 奧羅拉 (緬因州)
奧羅拉（英語：Aurora）是一個位於美國緬因州漢考克縣的市鎮。

## 人口
根據2020年美國人口普查的數據，奧羅拉的面積為101.66平方千米，當中陸地面積為97.54平方千米，而水域面積為4.12平方千米。當地共有人口93人，而人口密度為每平方千米1人。